# Río grande de San Miguel
El río Grande de San Miguel es un río en el sur de El Salvador. En los primeros 60 km de su recorrido el río fluye en dirección sur, luego en proximidades de la laguna Olomega tuerce en dirección este recorriendo unos 40 km antes de finalmente desembocar en el Océano Pacífico en el Departamento de Usulután en 13°14′00″N 88°22′00″O / 13.2333333, -88.3666667 en cercanías del volcán Chaparrastique y de un manglar costero y la profundidad del rio es de 8 metros.
El río drena el sector este de El Salvador, sus afluentes son los arroyos Papalón, Jute, Miraflores, Huiscoyol, Anchila, Méndez, Ereguayquín y Yamabal.
Durante la estación de lluvias, con frecuencia el Río Grande de San Miguel se desborda, produciendo daños sobre las zonas aledañas.